# Wenshan
Wenshan (kinesisk skrift: 文山; pinyin: Wénshān) er et autonomt præfektur for zhuang- og miaofolkene og ligger i den østlige del af provinsen Yunnan i Kina. Wenshan har et areal på 32.239 km² og en befolkning på ca. 3.500.000 mennesker, med en befolkningstæthed på
109 indb./km² (2007).

## Administrative enheder
Det autonome præfektur Wenshan har jurisdiktion over 8 amter (县 xiàn).
| Kort              | Kort     | Kort     | Kort          | Kort                   | Kort        | Kort      |
| ----------------- | -------- | -------- | ------------- | ---------------------- | ----------- | --------- |
| Kort over Wenshan |          |          |               |                        |             |           |
| #                 | Navn     | Hanzi    | Pinyin        | Befolkning (2003 est.) | Areal (km²) | Indb./km² |
| Amter             |          |          |               |                        |             |           |
| 1                 | Wenshan  | 文山县   | Wénshān Xiàn  | 430.000                | 3.064       | 140       |
| 2                 | Yanshan  | 砚山县   | Yànshān Xiàn  | 440.000                | 3.888       | 113       |
| 3                 | Xichou   | 西畴县   | Xīchóu Xiàn   | 250.000                | 1.545       | 162       |
| 4                 | Malipo   | 麻栗坡县 | Málìpō Xiàn   | 270.000                | 2.395       | 113       |
| 5                 | Maguan   | 马关县   | Mǎguān Xiàn   | 350.000                | 2.755       | 127       |
| 6                 | Qiubei   | 丘北县   | Qiūběi Xiàn   | 450.000                | 5.150       | 87        |
| 7                 | Guangnan | 广南县   | Guǎngnán Xiàn | 740.000                | 7.983       | 93        |
| 8                 | Funing   | 富宁县   | Fùníng Xiàn   | 390.000                | 5.459       | 71        |

## Etnisk sammensætning
| Folkegruppe | Antal     | Andel  |
| ----------- | --------- | ------ |
| Han         | 1.372.317 | 41,99% |
| Zhuang      | 981.851   | 30,04% |
| Miao        | 422.991   | 12,94% |
| Yi          | 347.194   | 10,62% |
| Yao         | 81.774    | 2,5%   |
| Hui         | 22.806    | 0,7%   |
| Dai         | 15.149    | 0,46%  |
| Bai         | 8.118     | 0,25%  |
| Bouyei      | 6.673     | 0,2%   |
| Mongoler    | 6.451     | 0,2%   |
| Gelao       | 1.892     | 0,06%  |
| Andre       | 1.337     | 0,04%  |

23°22′19″N 104°14′59″Ø / 23.37194°N 104.24972°Ø